# Catedral de São Luís
La catedral de São Luís (Catedral de Nuestra Señora de la Victoria) es la sede de la arquidiócesis de São Luís do Maranhão. Se encuentra en la plaza Pedro II en el centro de São Luís, capital del estado de Maranhão, Brasil. Es un importante monumento del centro histórico de la ciudad, declarado Patrimonio de la Humanidad por la Unesco.

## Historia

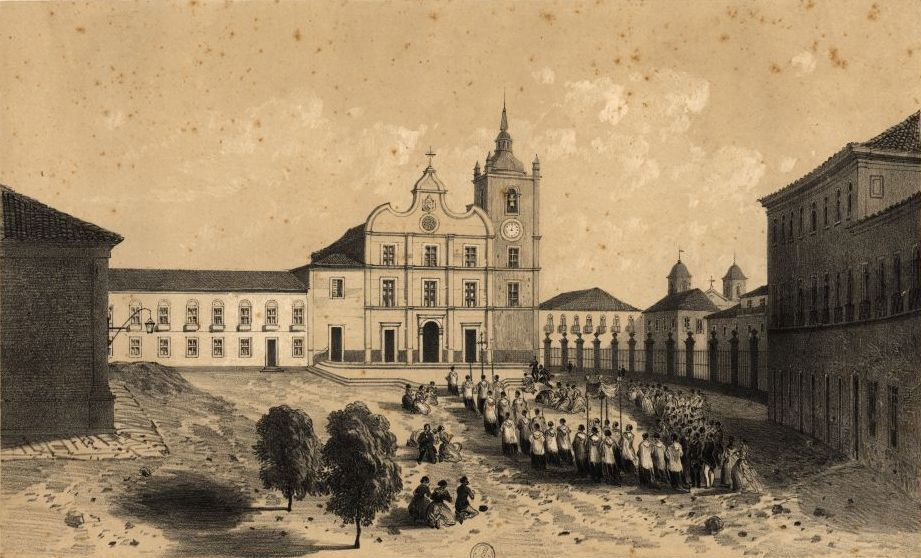
Grabado de 1860 de la Catedral de São Luís.

La diócesis de São Luís de Maranhão fue creada en 1677 y abarca desde Ceará hasta Cabo Norte, Amapá, como una dependencia del Patriarcado de Lisboa. En los inicios de la diócesis, la Iglesia de Nuestra Señora de la Victoria fue utilizada como sede episcopal.
El edificio de la actual sede no fue construida originalmente con este propósito. Era una antigua iglesia jesuita, construida a partir de 1690 por la Compañía de Jesús, instalada en Maranhão desde inicios del siglo XVII. Esta iglesia, dedicada a Nuestra Señora de la Luz, fue levantada con mano de obra indígena e inaugurada en 1699. Los planos fueron elaborados por el padre luxemburgués João Felipe Bettendorf y enviados Roma para su aprobación. Al lado de la iglesia se encontraba el Colegio Jesuita, un gran centro cultural de la región. En 1760, su biblioteca contaba con 5000 volúmenes.
Con la expulsión de los jesuitas en 1759, los bienes de la Compañía pasaron a la corona. En 1761, una reforma urbanística ordenada por el gobernador Joaquim de Melo e Póvoas, la antigua sede episcopal fue demolida para hacer espacio frente al Palacio de los Gobernadores. Los edificios jesuitas, que se encontraba desocupados, tomaron nuevos usos: el colegio pasó a ser el palacio de los obispos y la iglesia de la Compañía se transformó en la catedral de la ciudad. La decoración actual del palacio deriva de una reforma del siglo XIX. La fachada de la catedral fue modificada a comienzos del siglo XX, cuando se le sumaron dos torres. Entre 1921 y 1922 la catedral fue elevada a sede de arquidiócesis.
En la catedral se destaca el retablo hecho en talla dorada en el altar, realizado a fines del siglo XVII. Es uno de los mejores ejemplares de la época colonial de Brasil, a pesar de haber sido modificado a inicios del siglo XIX con la adición de un vestidor en su parte central. Fue diseñado por João Felipe Bettendorf y realizado por el tallador portugués Manuel Manços. El retablo fue catalogado por el Instituto de Patrimonio Histórico y Artístico Nacional en 1954.